# Pterobates pennipes
Pterobates pennipes är en tvåvingeart som först beskrevs av Christian Rudolph Wilhelm Wiedemann 1821.  Pterobates pennipes ingår i släktet Pterobates och familjen svävflugor. Inga underarter finns listade i Catalogue of Life.